# Sandy Turnbull

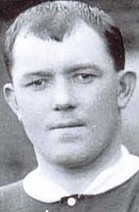
Sandy Turnbull

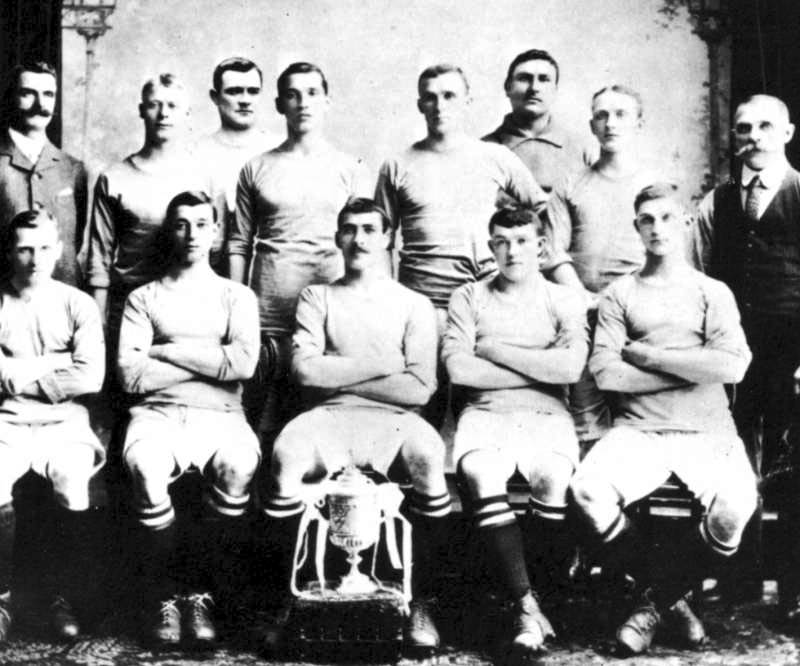
Mannschaft des FA-Cup-Siegers Manchester City 1904

Alexander „Sandy“ Turnbull (* 30. Juli 1884 in Hurlford, Schottland; † 3. Mai 1917 in Arras, Frankreich) war ein schottischer Fußballspieler.

## Leben und Karriere
Turnbull startete seine Fußballerkarriere bei seinem Heimatklub Hurlford Thistle. Später wechselte er zu Manchester City. 1905 wurde die gesamte Mannschaft von ManCity wegen Fehlverhalten im Zusammenhang mit Zahlungen an die Spieler suspendiert. Nach Ablauf der Sperre am 31. Dezember 1906 wechselte Turnbull zum Stadtrivalen Manchester United. Sein erstes Spiel für die Red Devils machte der Schotte am 1. Januar 1907 gegen Aston Villa. Er war einer der Spieler, die den ersten Meistertitel (1908) und Pokalsieg (1909) für United holten. Insgesamt spielte Turnbull 245-mal für den Verein und erzielte genau 100 Tore. Sein letztes Spiel für Manchester United bestritt er 1915.
Turnbull starb am 3. Mai 1917 im Ersten Weltkrieg als Mitglied des 8. Bataillon des East-Surrey Regiments der Britischen Armee in Arras, Frankreich.

## Stationen
- Hurlford Thistle
- Manchester City (1905–1906)
- Manchester United (1906–1915) (245 Einsätze / 100 Tore)

## Erfolge
Manchester City
- FA-Cup-Sieger: 1903/04

Manchester United
- Englischer Meister: 1907/08, 1910/11
- FA-Cup-Sieger: 1908/09